# Sega Rally Championship
Sega Rally Championship (セガラリー・チャンピオンシップ, segaralii chanpionsitupu) est un jeu vidéo de course développé par Sega AM5 et édité par Sega sur borne d'arcade en 1994. Le jeu a été porté sur Saturn (1995, Sega AM3), PC (1997), Game Boy Advance (2002) et N-Gage (2004).
Sega Rally Championship est le plus gros succès commercial de Sega en salle d'arcade. Le jeu est encore proposé dans certaines salles quinze ans après sa sortie initiale.

## Système de jeu
Le gameplay de Sega Rally Championship est à la fois accessible et technique. Le jeu propose quatre circuits à la difficulté croissante et trois véhicules de rallye. Les circuits sont très soignés et proposent de nombreuses difficultés avec des caractéristiques variées (types de revêtements, animations sur les bas-côtés, environnements rencontrés...).
La conduite est très typée arcade. C'est d'ailleurs un des points forts du jeu ; en effet, l'AM5 a réussi le pari audacieux de mêler conduite arcade et précision extrême. Ainsi, les voitures glissent exagérément au moindre appui sur une touche directionnelle ; cependant, la finesse est de mise pour réaliser de bons temps sur des circuits dont la modélisation propose de nombreux passages fins et demandant une grande précision (on peut citer le passage dans le village sur le circuit Mountain ou la dernière partie du circuit Forest en exemple, sans parler du circuit Lake Side, dont l'exigence de concentration reste un des grands souvenirs de bon nombre de joueurs).

## Contenu
Les quatre circuits :
- Desert : désert (niveau facile)
- Forest : forêt (niveau moyen)
- Mountain : circuit tortueux de montagne (niveau difficile)
- Lake Side : bords de lac, route boueuse (circuit caché, niveau très difficile)

Les trois voitures :
- Lancia Delta
- Toyota Celica
- Lancia Stratos (déblocable)

## Réception

### Accueil
- PC Team : 90 %[4]

### Postérité
Le 14 juin 2012, IGN dresse un « top 10 » des jeux Saturn américains et positionne Sega Rally Championship à la 6e place, derrière Panzer Dragoon II Zwei.